# Clux-Villeneuve
Clux-Villeneuve [kly vilnœv] ist eine französische Gemeinde im Département Saône-et-Loire in der Region Bourgogne-Franche-Comté. Sie gehört zum Arrondissement Chalon-sur-Saône und zum Kanton Gergy. Der Ort hat 301 Einwohner (Stand 1. Januar 2022). Die Einwohner werden Villeneuvois, resp. Villeneuvoises genannt, während die Bewohner des früher unabhängigen Clux als Cluxais, resp. Cluxaises bezeichnet wurden.

## Geografie
Die Gemeinde liegt im äußersten Nordosten des Arrondissement Chalon-sur-Saône und grenzt im Osten an das Arrondissement Louhans und im Norden an das Département Côte-d’Or. Die Gemeinde liegt auf einem leichten Geländerücken in Passlage. Der Süden wird durch La Sablonné entwässert, im nördlichen Gemeindegebiet entspringt der Ruisseau Raie de Saint-Georges.
Die Gemeinde wird von der Departementsstraße D673 durchzogen, die von Süden her knapp an La Villeneuve vorbeizieht, dann nach Osten abbiegt um letztlich Dole zu erreichen. Von Westen her mündet die Departementsstraße D973 von Seurre in die D673. Beide Straßen gehen zurück auf die Route nationale 73. In nahezu West-Ost-Richtung verläuft zudem die Departementsstraße D503, die auf der Trasse der Römerstraße verläuft. Die Straße trägt auch heute noch die Bezeichnung Voie romaine.
Der Gemeindeteil La Villeneuve weist nur wenige Waldflächen auf, der Gemeindeteil Clux hingegen ist in seiner gesamten Nordhälfte bewaldet und bildet einen Teil des Staatswaldes. Zur Gemeinde gehören die folgenden Weiler und Fluren: Amous, Barges, Chemenet, Chilley, Guidon, Sablonne, Saint-Claude, Sainte-Croix, Scierie, Tuilerie, Tuilerie-de-Chilley, VieuxSeurre, Voie-Romaine.

### Klima
Das Klima in Clux-Villeneuve ist warm und gemäßigt. Es gibt das ganze Jahr über deutliche Niederschläge, selbst der trockenste Monat weist noch hohe Niederschlagsmengen auf. Die effektive Klimaklassifikation nach Köppen und Geiger ist Cfb. Die Temperatur liegt im Jahresdurchschnitt bei 11,0 °C. Innerhalb eines Jahres fallen 789 mm Niederschläge.
|                        | Jan  | Feb  | Mär  | Apr  | Mai  | Jun  | Jul  | Aug  | Sep  | Okt  | Nov | Dez |   |      |
| Mittl. Temperatur (°C) | 1,9  | 3,2  | 7,5  | 10,8 | 14,6 | 17,9 | 20,0 | 19,5 | 16,4 | 11,3 | 6,3 | 2,6 | ⌀ | 11   |
| Mittl. Tagesmax. (°C)  | 4,8  | 6,8  | 12,4 | 16,0 | 20,1 | 23,4 | 25,6 | 25,1 | 21,6 | 15,6 | 9,5 | 5,2 | ⌀ | 15,6 |
| Mittl. Tagesmin. (°C)  | −1,0 | −0,3 | 2,6  | 5,6  | 9,1  | 12,5 | 14,4 | 13,9 | 11,3 | 7,0  | 3,2 | 0,1 | ⌀ | 6,6  |
|                        |      |      |      |      |      |      |      |      |      |      |     |     |   |      |
| Niederschlag (mm)      | 61   | 58   | 54   | 55   | 77   | 74   | 57   | 76   | 75   | 63   | 74  | 65  | Σ | 789  |

| −1,0 |

| −0,3 |

| 2,6 |

| 5,6 |

| 9,1 |

| 12,5 |

| 14,4 |

| 13,9 |

| 11,3 |

| 7,0 |

| 3,2 |

| 0,1 |

| −1,0 |

| −0,3 |

| 2,6 |

| 5,6 |

| 9,1 |

| 12,5 |

| 14,4 |

| 13,9 |

| 11,3 |

| 7,0 |

| 3,2 |

| 0,1 |

## Toponymie
Clux (Aussprache [kly]) wird 1123 erstmals erwähnt. Die Bezeichnung dürfte auf lateinisch clusus, clausus im Sinne von abgeschlossen, eingeschlossen zurückgehen. Die Beschreibung dürfte sich auf die Abgeschlossenheit in der großen Waldfläche beziehen, andere geografische Besonderheiten lassen nicht auf diese Bezeichnung schließen. Es ist davon auszugehen, dass bereits eine gallorömische Siedlung bestand, die an dieser wichtigen Römerstraße lag.
La Villeneuve geht zurück auf die lateinische Bezeichnung Villa nova im Sinne einer neuen Siedlung und wird 1215 erstmals erwähnt. Es scheint fast, als ob die Bewohner von Clux die Abgeschlossenheit verlassen wollten und diese neue Siedlung außerhalb des Waldes erbauten. Die Ortsbezeichnung ist in Frankreich weit verbreitet und im Mittelalter für Neusiedlungen gebräuchlich.

## Geschichte
Von einem Kastell oder einer Burg bestand in Clux noch eine ovale Erhebung, auf der im 18. Jahrhundert ein Bauernhaus erstellt wurde. 1909 wurde eine Einklassenschule erbaut und 1912 ein Waschhaus mit Viehtränke.
1275 wird die Ecclesia de Nova Villa erwähnt, also die Kirche, die Saint-Denis geweiht ist und von alters her die Kirche beider Gemeinden war.
Die Geschichte beider Gemeinden war immer eng verbunden. Im 13. Jahrhundert waren sie im Besitz der Familie de Vienne und gelangten 1291 mit etlichen anderen Orten an die Herzöge von Burgund. 1790 wurden die Kantone eingeführt und die beiden Gemeinden waren Teil des Kantons Longepierre, bis sie 1802 zum Kanton Verdun-sur-le-Doubs gelangten. 1923 wurde Clux elektrifiziert. Charles Borgeot, Senator und Maire von Clux, und A. Borgeot, Maire von La Villeneuve, begründeten einen interkommunalen Zweckverband, dank dem in beiden Gemeinden 1933 die Wasserversorgung realisiert und 1936 ein Wasserturm im Osten von Clux erbaut wurde. Die Schule in Clux und die Kirche in La Villeneuve dienten immer beiden Gemeinden. Dank der lehmhaltigen Böden und dem Holzreichtum wurde die Keramik- und Ziegelherstellung ein wichtiger Erwerbszweig, vor allem im Ortsteil La Villeneuve. Zeitweise bestanden drei Ziegeleien und mindestens zwei Sägereien.
Per 1. Januar 2015 vereinigten sich die beiden Gemeinden und bilden heute die Gemeinde Clux-Villeneuve.

## Bevölkerung
| Einwohner                                                  | 502 | 536 | 495 | 514 | 572 | 579 | 575 | 593 | 583 | 585 | 540 | 482 | 453 | 430 | 369 | 327 | 286 | 291 | 308 | 319 | 339 |
| Ab 1962 offizielle Zahlen ohne Einwohner mit Zweitwohnsitz |     |     |     |     |     |     |     |     |     |     |     |     |     |     |     |     |     |     |     |     |     |

Die Bevölkerungszahlen sind für beide Gemeinden gemeinsam aufgelistet, auch wenn sie erst seit 2015 vereinigt sind.

## Wirtschaft und Infrastruktur

### Zahl und Art von Betrieben und Ladengeschäften
In der Gemeinde bestehen nebst Mairie und Kirche zwölf Landwirtschaftsbetriebe und 13 sonstige Betriebe
| Betriebsbereich              | Anzahl | davon | davon |
| ---------------------------- | ------ | ----- | ----- |
| Landwirtschaft               | 12     |       |       |
| Ackerbau und Forstwirtschaft |        | 7     |       |
| Getreide Hülsen-, Ölfrüchte  |        |       | 3     |
| Futtermittel                 |        |       | 1     |
| Waldbewirtschaftung          |        |       | 2     |
| Gartenpflege                 |        |       | 1     |
| Zucht- und Fischereibetriebe |        | 5     |       |
| Imkerei                      |        |       | 1     |
| Pelztierzucht                |        |       | 1     |
| Haus- und Zootiere           |        |       | 1     |
| Rinderzucht                  |        |       | 2     |
| Pferde, Maultiere, Esel      |        |       | 1     |

| Branche                                | Anzahl |
| -------------------------------------- | ------ |
| Herstellung and. Industrieproduklte    | 1      |
| Bauhandwerk                            | 2      |
| Handel + Reparatur von Motorfahrzeugen | 4      |
| Transport und Logistik                 | 1      |
| Hotellerie und Gastronomie             | 1      |
| Wissenschaft Verwaltung Beratung       | 3      |
| sonstige Dienstleistungen              | 1      |

| Art des Ladens            | Anzahl |
| ------------------------- | ------ |
| Tankstelle Servicestation | 2      |

In Clux-Villeneuve sind keine AOC-Produkte zugelassen.

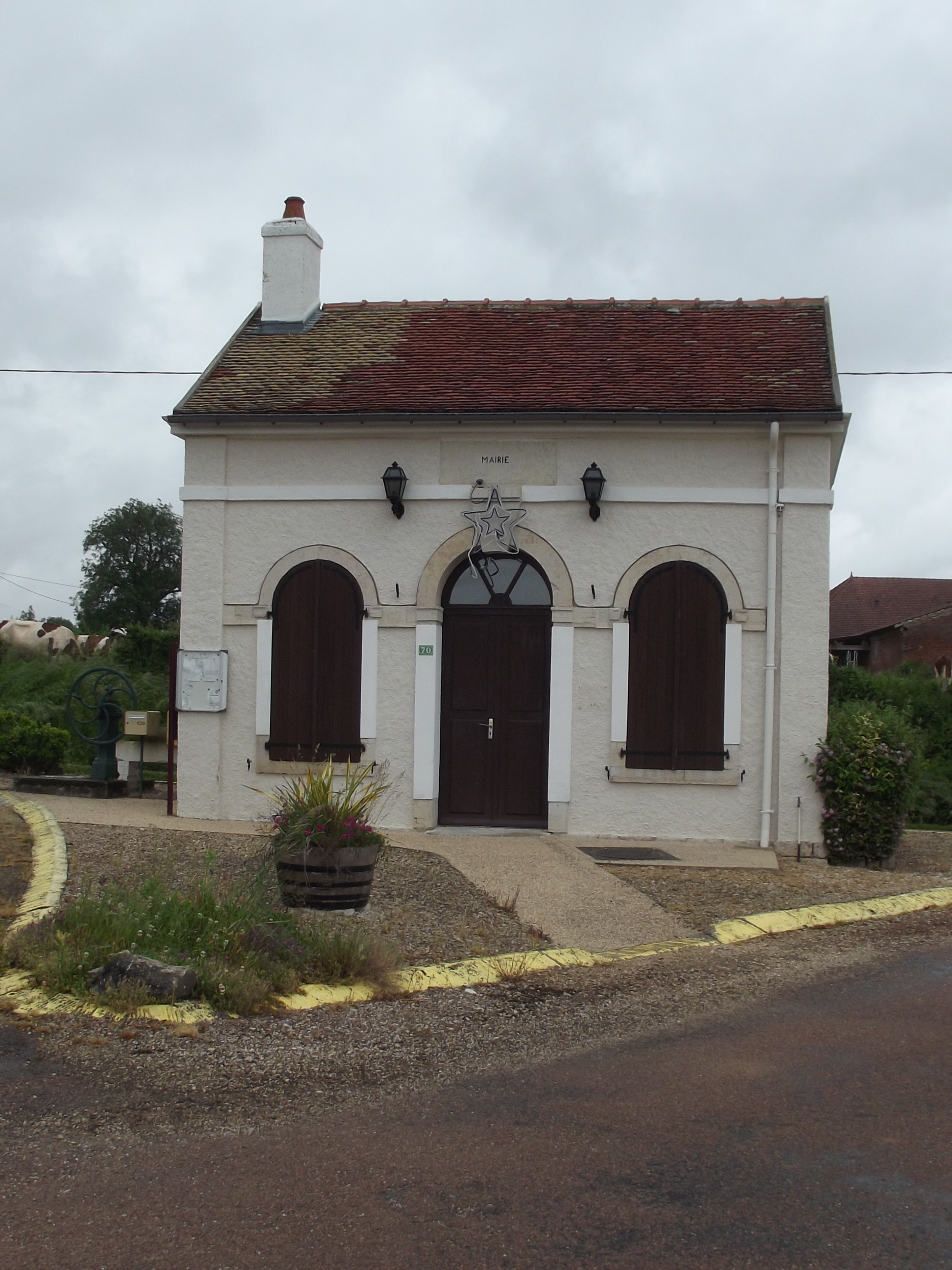
Mairie von Clux bis zur Gemeindefusion

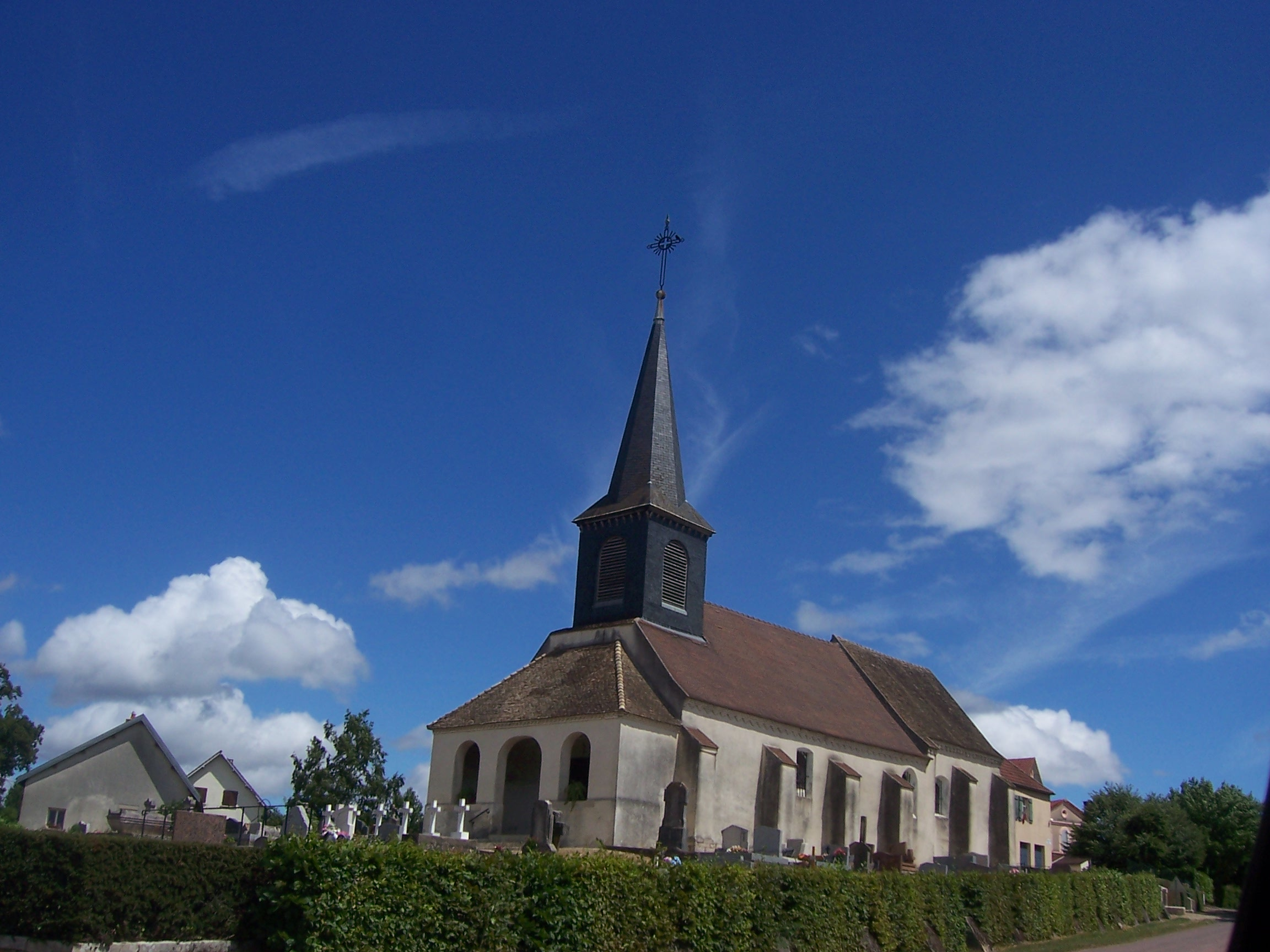
Kirche von Clux-Villeneuve, Saint-Denis geweiht

### Bildungseinrichtungen
In der Gemeinde besteht eine École élémentaire, die der Académie de Dijon untersteht und von 13 Kindern besucht wird. Für die Schule gilt der Ferienplan der Zone A.